# قائمة حكام بغداد الصفويين
هذه هي قائمة من حكام بغداد الصفويين (الولاة) الحاكمين على العراق.
- خادم بك طالش (1508–1514)
- فانهاريز (1515–1524)
- محمد خان بن شرف الدين (1529–1533)
- تكيلو محمد سلطان خان (1533–1534)
- صفي الدين قالي خان (1623–1631)
- بكتاش خان (1631-1638)
- يفتاش خان (1641–1638)